# Lý Tuân
Lý Tuân (tiếng Trung: 李恂; bính âm: Lǐ Xún) (?-421), tên tự Sĩ Như (士如), là người cai trị cuối cùng của nước Tây Lương trong lịch sử Trung Quốc. Ông đã cố gắng kiên trì chống lại cuộc chinh phục của quân Bắc Lương dưới sự chỉ huy của vua Thư Cừ Mông Tốn, sau khi anh trai Lý Hâm chết trận vào năm 420. Ông chỉ còn giữ được thành Đôn Hoàng (敦煌, nay thuộc Đôn Hoàng, Cam Túc) trong vài tháng trước khi Thư Cừ Mông Tốn chiếm dược thành, Lý Tuân tự sát.
Sử sách nói rất ít về cuộc sống của Lý Tuân, bao gồm cả việc ông có phải là con trai ruột của Doãn Thái hậu hay không. Dưới thời Lý Cảo và/hoặc Lý Hâm, Lý Tuân liên tục làm thái thú của các quận Tửu Tuyền (酒泉, gần tương ứng với Tửu Tuyền, Cam Túc ngày nay) và Đôn Hoàng. Ông cai quản Đôn Hoàng một cách rộng lượng và được người dân quý mến. Năm 420, trong lúc cố tấn công Bắc Lương, Lý Hâm đã rơi vào bẫy của Thư Cừ Mông Tốn và bị giết trong trận chiến. Thư Cừ Mông Tốn sau đó nhanh chóng tiến đến kinh thành Tửu Tuyền, và các em trai khác của Lý Hâm đã từ bỏ Tửu Tuyền và chạy đến Đôn Hoàng. Khi họ đến Đôn Hoàng, họ và Lý Tuân, lúc này đang là thái thú Đôn Hoàng, bỏ thành Đôn Hoàng và chạy đến vùng đồi phía bắc Đôn Hoàng.
Thư Cừ Mông Tốn ủy thác cho Sách Nguyên Tự (索元緒) làm thái thú Đôn Hoàng. Tuy nhiên, Sách Nguyên Tự đã nhanh chóng mất đo sự ủng hộ của người dân vì ông ta là người thô lỗ, bất lương và tàn bạo. Một số người dân Đôn Hoàng dưới sự lãnh đạo của Tống Thừa (宋承) và Trương Hoằng (張弘) đã bí mật mời Lý Tuân quay trở lại Đôn Hoàng, và vào mùa đông năm 420 ông đã trở về và buộc Sách Nguyên Tự phải chạy trốn. Tống Thừa và Trương Hoằng đã trao cho Lý Tuân tước hiệu Quan Quân tướng quân (冠軍將軍) và thứ sử Lương Châu, và ông đã cải niên hiệu để thể hiện rằng nước Tây Lương vẫn tồn tại. Thư Cừ Mông Tốn đã cử thế tử của mình là Thư Cừ Chính Đức (沮渠政德) đi đánh Đôn Hoàng, và Lý Tuân đã phòng thủ thành, từ chối giao chiến với Thư Cừ Chính Đức.
Tuy nhiên, Thư Cừ Mông Tốn đã đến ngay sau đó, và ông ta cho xây dựng các con đê để gom nước xung quanh Đôn Hoàng. Lý Tuân đề nghị đầu hàng song Thư Cừ Mông Tốn đã từ chối. Vào thời điểm này, Tống Thừa đã phản bội ông và dâng thành cho Thư Cừ Mông Tốn. Khi nghe được tin này, Lý Tuân đã tự sát, Thư Cừ Mông Tốn sau đã cho thảm sát người dân trong thành. Tây Lương hoàn toàn diệt vong.